# Pessin
Pessin è un comune di 624 abitanti del Brandeburgo, in Germania.

Appartiene al circondario della Havelland ed è amministrato dall'Amt Friesack.